# البر الغربي (مسلسل)
البر الغربي هو مسلسل دراما مصري من إخراج إسماعيل عبد الحافظ وبطولة فاروق الفيشاوي، رغدة، سناء جميل، عبلة كامل، سوسن بدر، عزت أبو عوف ورامز جلال.

## نبذة
يعمل "عرفان" في تأجير الخيول للسياح بالأهرامات، وعندما يلتقي الإنجليزية "ماريا"، يقعان في حب بعضهما ويتفقان على الزواج، رغم أنه متزوج من "رحمة" التي لم تلد له ولد، لكن "اللنبي" خال "ماريا" كان له رأي أخر في موضوع زواجها من "عرفان".

## طاقم العمل
- فاروق الفيشاوي بدور "عرفان الجارحي"
- رغدة بدور "مارجريت تشامبرلين"
- سناء جميل بدور والدة "عرفان"
- عبلة كامل بدور "رحمة"